# Комета Бієли
Комета Бієли (3D/Biela) — періодична комета, орбіту якої обчислив 1826 року астроном-аматор Вільгельм фон Біла. Уперше цю комету спостерігав 8 березня 1772 року французький астроном Жак Лейбакс Монтень (Jacques Leibax Montaigne), а пізніше — інші астрономи, але їм не вдалося обчислити її орбіту. Рухалась комета навколо Сонця з періодом обертання 6,6 року. Наприкінці 1846 року розпалася на дві частини; у кожної з них утворилися кома й хвіст. Після 1852 року комета Бієли не спостерігалася. 
Починаючи з 1872 року спостерігався метеорний потік, так звані бієліди або андромедиди, який спочатку був доволі потужним, однак після 1899 року значно ослаб.